# Suomussalmi kyrka
Suomussalmi kyrka (finska: Suomussalmen kirkko) är en kyrka i Suomussalmi. Den planerades av J.E. Ermala. Byggherre var Eemeli Aarnio och invigdes 1950.